# Ле-Дурн
Ле-Дурн (фр. Le Dourn, окс. Lo Dorn) — коммуна во Франции, находится в регионе Юг — Пиренеи. Департамент — Тарн. Входит в состав кантона Кармо-1 Ле-Сегала. Округ коммуны — Альби.
Код INSEE коммуны — 81082.

## География

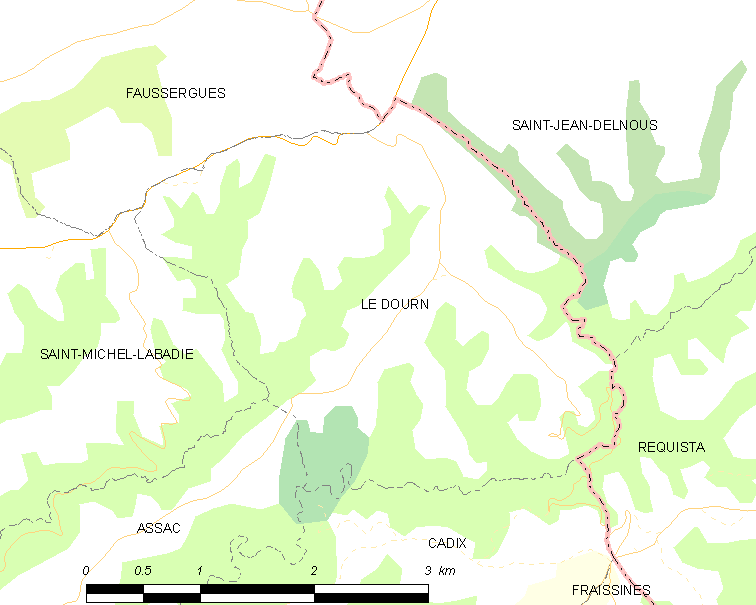
Карта коммуны

Коммуна расположена приблизительно в 540 км к югу от Парижа, в 95 км северо-восточнее Тулузы, в 29 км к востоку от Альби.

## Климат
Климат умеренно-океанический. Зима мягкая и дождливая, лето жаркое с частыми грозами. Ветры довольно редки.

## Население
Население коммуны на 2010 год составляло 128 человек.
| 1962 | 1968 | 1975 | 1982 | 1990 | 1999 | 2010 |
| ---- | ---- | ---- | ---- | ---- | ---- | ---- |
| 177  | 163  | 144  | 154  | 129  | 125  | 128  |

## Администрация
| Период | Период | Фамилия     | Партия                    | Примечания               |
| ------ | ------ | ----------- | ------------------------- | ------------------------ |
| 2001   | 2014   | Андре Май   | Союз за народное движение | член генерального совета |
| 2014   | 2020   | Эрик Альбар |                           |                          |

## Экономика
В 2007 году среди 71 человека в трудоспособном возрасте (15—64 лет) 47 были экономически активными, 24 — неактивными (показатель активности — 66,2 %, в 1999 году было 71,3 %). Из 47 активных работали 44 человека (23 мужчины и 21 женщина), безработных было 3 (2 мужчин и 1 женщина). Среди 24 неактивных 3 человека были учениками или студентами, 16 — пенсионерами, 5 были неактивными по другим причинам.